# Château des comtes de Hainaut
 (décembre 2013).
 (décembre 2012).
Si vous disposez d'ouvrages ou d'articles de référence ou si vous connaissez des sites web de qualité traitant du thème abordé ici, merci de compléter l'article en donnant les références utiles à sa vérifiabilité et en les liant à la section « Notes et références ».
Le château des comtes de Hainaut est un château situé dans la commune de Condé-sur-l'Escaut dans le nord de la France.

## Châteaux de Condé-sur-l'Escaut
Condé-sur-l'Escaut (Nord) compte trois châteaux particuliers : celui d'Emmanuel de Croÿ, (XVIIIe siècle) blotti au cœur de la forêt domaniale de Bonsecours (le plus connu) ; celui de Bailleul, dont l'existence est attestée dès le XIVe siècle (l'ancienne bibliothèque) ; celui que Nicolas, seigneur d'Avesnes et de Condé, fit élever au milieu du XIIe siècle à l'emplacement de Notre-Dame de Condé sur le confluent Haine - Escaut, où les Normands s'étaient retranchés à la fin du IXe siècle.
Paradoxalement, ce dernier édifice demeure le plus mal connu. La mémoire locale limite sa fonction au rôle d'arsenal de Louis XIV. Au regard du temps et de l'Histoire, ce n'est pas juste. En janvier 2005, des sondages archéologiques menés par l'Institut national de recherches archéologiques préventives (INRAP) ont mis au jour les substructions du château roman, de la chapelle castrale et du puits Sainte-Renelde, réservant de nombreuses surprises et démontrant que le site de Condé-sur-l'Escaut constitue un archétype majeur de la politique castrale menée en Hainaut, dès le XIIe siècle.

## Situation géographique et politique du Hainaut
Le Hainaut est un comté dérivé de la Civitas Cameracencis (la cité de Cambrai), elle-même issue du territoire des Nerviens, celtes de la Belgique Seconde, que les armées de Jules César battent sur la Sabis (peut-être la Selle ou la Sambre) en 57 av. J.-C. Le Pagus Haenonsis est cité la première fois dans la Vie de saint Aubert, évêque de Rouen, écrite vers 720 par Aigrard, moine hagiographe (voir Le Quesnoy, l'archétype du Hainaut, p. 18 à 31, B. Carpentier / Sopaic, Charleville-Mézières / 2005). Le 11 mai 1071, luttant contre son beau-frère Robert-le-Frison, comte usurpateur de Flandre, la comtesse Richilde l'inféode au Prince-Évêque de Liège, en faisant un arrière-fief du Saint-Empire romain germanique. Le 14 décembre 1083, Richilde remet le pouvoir comtal à son fils, Baudouin de Mons.
Passant entre les mains des d'Avesnes (1280), des Bavière (1356), des Bourgogne (1433) puis de la maison espagnole des Habsbourg (1468), le Hainaut est pris à l'Espagne par Louis XIV entre 1659 (traité des Pyrénées) et 1678 (traité de Nimègue). Mais au traité de Ryswick (1697), le Roi Soleil restitue une part de ses conquêtes. Le Hainaut est scindé en deux parties. Mons, Ath et Enghien rejoignent les Provinces-Unies. Restent en France Condé-sur-l'Escaut, Valenciennes, Le Quesnoy et Maubeuge. Cette scission perdure de nos jours. Une langue commune, le Rouchi, maintient cependant la cohérence entre Hainuyers.
La partie restée en Belgique (état créé en 1830) devient la province de Hainaut, tandis que la partie française est intégrée dans le département du Nord (59), le 4 mars 1790.

## Naissance du château fortifié de Condé-sur-l'Escaut
En 1140, le comté de Hainaut comprend Valenciennes, Mons et Beaumont. Entre ces points de concentration humaine s'étend la terre de Leuze dont Condé-sur-l'Escaut constitue « le bout » (Condé a parfois été appelé « le bout de la terre de Leuze »).

### Politique castrale en Hainaut
Cette seigneurie n'appartient pas au comte Baudouin IV qui a succédé à son père en 1120, à l'âge de onze ans. Un de ses tumultueux vassaux, Nicolas d'Avesnes, y fait construire, entre 1143 et 1150, sur le confluent de la Haine et de l'Escaut, un puissant château fortifié. La politique castrale hainuyère s'intensifie. Cet édifice, précédant celui de Baudouin V, a pu être construit en bois, comme c'est l'habitude en Normandie et en Angleterre. Aucune source ne permet cependant de le démontrer et il faut se contenter, pour tenter d'étayer l'hypothèse, de rappeler que l'endroit fut renforcé par les Normands (d'après la chronique rimée (1274) du poète tournaisien Philippe Mouskès : « les Normands de Gand vinrent selonc l'Escaut. Courtrai arsent et puis Tournai, et Saint-Amand et puis Douwai. Puis s'en alèrent à Condet, le castiel ont pris et minet »), venus se retrancher sur le confluent Haine-Escaut à l'hiver 885-886.
Une motte a pu être élevée à l'endroit dès le Xe siècle. Seules des fouilles archéologiques en profondeur permettraient de confirmer cette sérieuse théorie.
Les seigneurs d'Avesnes complètent leur dispositif tactique. Ils élèvent la tour d'Avesnes, fortifient Trélon et Landrecies. Le comte, pour imposer son autorité, lance à son tour une grande campagne d'édifications castrales. Il doit se protéger sur tous les fronts, face à la Flandre, le Cambrésis et l'Avesnois. Il fortifie Binche en 1127 et relève l'enceinte de Mons en 1140. En 1142, il fait entourer Raismes et Braine-le-Comte d'une chemise, et construit un château fort au Quesnoy vers 1150. En 1155, il fait d'Ath une bourgade et y monte la tour Burbant, en 1166. En 1158, il fortifie Beaumont, fonde Bouchain et fait construire à Valenciennes la Salle-le-comte. Ailleurs, il bâtit des tours ostentatoires, comme à Beaufort et Monceau-Saint-Waast. Il ne peut accepter que Nicolas, puis son fils Jacques d'Avesnes, le défient au sommet de leur donjon.

### Erreur de Jacques d'Avesnes
Le 4 octobre 1174, Jacques d'Avesnes fait assassiner Robert, évêque de Cambrai, sur le pont de Condé. Celui-ci revenait d'Ath, avec un sauf-conduit du comte et la protection de Louis de Frasnes. Baudouin V « le Courageux » utilise ce prétexte pour punir l'impétueux vassal. Il prend le castel, renverse ses tours et ses murailles et fait brûler le bourg. Si l'on en croit Gislebert de Mons, le castel préroman disparaît. Encore que la narration du chancelier de Baudouin V puisse être simplement symbolique : une interprétation pragmatique permet d'émettre l'hypothèse selon laquelle le castel de Nicolas n'est pas détruit de fond en comble. Le donjon, élément essentiel de la défense dans la conception romane du château, a pu être préservé. En 1184, le château est reconstruit et entre définitivement dans la mouvance des comtes de Hainaut qui le rétrocèdent, à titre de fief, aux d'Avesnes (Ces derniers devront attendre 1280 pour voir un des leurs, Jean II d'Avesnes, à la tête du comté). Ce sont les substructions de cet édifice du XIIe siècle qui ont été mises au jour au début de l'année 2005.

### De la tour César à l'Arsenal
La seigneurie condéenne du château (un deuxième fief partage le territoire de Condé-sur-l'Escaut, la seigneurie de Bailleul) passe, en 1225, aux Châtillon, et, en 1335, aux Bourbon. En 1529, Charles Quint la reçoit à titre de gage. La maison d'Espagne la rétrocède aux Bourbon au traité du Cateau-Cambrésis (1559). Marie de Montmorency, veuve de Charles de Lalaing (1499-1558), la rachète en 1560. Sa petite-fille, Jeanne de Lalaing, la transmet par mariage aux Croÿ. En 1678, le traité de Nimègue donne Condé à la France. Quatre ans plus tard, Philippe-Emmanuel-Ferdinand de Croÿ cède le château à Louis XIV qui en fait un arsenal. Le donjon, dernier vestige du château roman, est arasé en 1727. Quelque 278 ans plus tard, ses fondations revoient le jour.
Le siège de la seigneurie du château ne présente plus, à partir de 1727, aucun élément roman de son architecture, à la suite de la destruction du donjon, appelé « tour César », et à l'établissement d'un arsenal dans le périmètre intérieur des courtines de type philippien. La présente recension des substructions mises au jour par les archéologues de l'INRAP se limitera au castrum roman, aux deux états de la chapelle castrale intégrant trois puits dits de Sainte-Renelde, et à un point de l'enceinte gothique.

## Description du château dans son état duXIIesiècle
Au XIIe siècle, un donjon d'environ 20  à   24 mètres est bâti au bord d'une butte de terre à la confluence entre Escaut et Haine. Une chemise vient entourer la butte et se raccorde directement au donjon. Rythmée par des contreforts sur la face externe et interne, cette enceinte d'environ 35 mètres de long devait sans doute entourer la haute-cour du château, la basse-cour se trouvant en contrebas de la tour. Un chemin de ronde était établi au-dessus de la muraille, renforcée par de lourds créneaux et hypothétiquement agrandi côté cour par un plancher de bois posé sur les contreforts.
Ce château se rapproche d'autres monuments de même envergure que l'on qualifie de type anglo-normand. Dans la région de Condé, on peut par exemple citer la Tour d'Ostrevant à Bouchain ou le donjon du château d'Ath en Belgique qui sont encore en élévations et permettent d'imaginer les proportion du donjon de Condé.
Pour l'instant, l'archéologie n'a pas encore mis au jour d'hypothétiques traces d'occupations postérieure, mais la forme de la chemise et du donjon permettraient de supposer l'existence d'une motte castrale au même emplacement stratégique sur la confluence.

## Description du château dans son état duXIIIesiècle
Au XIIIe siècle, une enceinte vient se poser autour du donjon qui perd la quasi-totalité de sa chemise. Un châtelet marque l'entrée du château côté ville au nord. Huit tours sont bâties dont une tour maîtresse au sud-est, au plus près de la confluence. Une porte d'eau est percée du côté de l'Escaut, permettant de former un havre à l'intérieur de la cour, sans doute fermée par une herse et une vanne. Côté ouest, une « aula », ou hall, est construite entre deux tours, posée sur la courtine. Plus tard, la chapelle St Nicolas vient s'adosser côté cour. Cette chapelle castrale était de type gothique avec un chevet à pans coupés et des éléments architecturaux retrouvés autour de son emplacements qui permettent d'identifier son architecture. Un jubé divisait le lieu de culte en partie cultuelle / partie publique. L'emplacement de l'autel est marquée par une fondation rectangulaire entourée aux quatre coins par quatre fondation cylindriques qui devaient sans doute supporter un baldaquin.

### Nombre de chapelles castrales
Un peu plus loin, dans le périmètre de la grande enceinte, apparaît la chapelle castrale dont un plan du Génie de 1728 montre les tracés. Tout est conforme. A priori, les bases du lieu de culte semblent posées sur un mur ressemblant à première vue à l'appareillage de la chemise d'enceinte observé ci-dessus. La chapelle mesure environ 7 m. de long pour 5 m. dans sa plus grande largeur. Disposée nord-sud, elle n'est pas orientée, ce qui laisse supposer une contrainte qu'il reste à découvrir (les édifices de culte catholique présente leur chœur à l'est et leur entrée à l'ouest. On dit qu'ils sont orientés). À l'intérieur, côté ouest, apparaît un puits.

### Découvertes
La première est constituée par un deuxième puits accolé à l'extérieur de l'édifice, au sud, sûrement le plus ancien, qui peut être le puits médiéval. À l'angle sud-ouest de la petite chapelle est mis au jour un curieux contrefort en pierre bleue (dite de Tournai, exploitée au Moyen Âge, comme en témoigne la cathédrale romane de Tournai, en Belgique). Le mur que ce contrefort soutient est mis au jour. En le suivant, on découvre un deuxième contrefort, puis un autre.
Le mystère atteint son comble, lorsque les substructions d'une plus grande chapelle castrale, ne figurant sur aucun plan connu, apparaissent. Cette fois-ci, l'édifice est orienté (c'est-à-dire que son chœur est à l'Est). Au sol, on aperçoit de petites céramiques carrées, en terre cuite glaçurées vertes ou jaunes (le pavement du sol). Des gravats, à l'extérieur, montrent qu'un encadrement de style gothique flamboyant, en pierre blanche, décorait des fenêtres. Force est de constater qu'un grand soin a été apporté à l'appareil et au décor par les ouvriers et artisans médiévaux.

### Nombre de puits Sainte-Renelde
Puis un troisième puits apparaît (vraisemblablement le plus récent et le plus connu de tous).
Ces puits, au nombre de trois, sont situés près de la chapelle castrale (le plus ancien), mais à l'extérieur, au sud ;  le deuxième, à l'intérieur de la petite chapelle, contre le mur ouest, et le troisième, à l'intérieur de la grande chapelle.
Tous trois portent le nom de sainte Renelde. Leur nombre constitue une nouvelle surprise des sondages archéologiques et semblent confirmer l'existence d'un culte ancien.

## Eau miraculeuse de Condé
L'eau de Condé-sur-l'Escaut était encore célèbre au XIXe siècle pour ses propriétés miraculeuses et curatives. Elle soignait particulièrement les yeux, rendant la vue aux plus malvoyants. Au début du siècle dernier, des pèlerins venaient encore demander aux locataires de la gendarmerie (construite sur les fondations du lieu de culte) de leur donner quelques centilitres du précieux liquide. Lassés, les gendarmes rebouchèrent le puits et le culte disparu après la Seconde Guerre mondiale, mais ne fut pas oublié pour autant.
Dès mon arrivée sur le site des sondages, plusieurs personnes me demandèrent en effet de leur prélever quelques gouttes du miraculeux liquide. En Hainaut, les légendes populaires sont tenaces.
Cependant sainte Renelde n'est pour rien dans cette affaire. Une lecture erronée a transformé Condacum (Kontich) en Condatum (Condé). Il n'en fallait pas davantage à la dévotion locale pour adopter la sainte et la faire venir de Flandre, d'où elle serait originaire (Kontich se trouve à 32 km au nord de Bruxelles), en Hainaut. Cette confusion maladroite ne retire cependant rien à la qualité des eaux de Condé-sur-l'Escaut, issue de la même nappe phréatique que celles de Saint-Amand.

## Castel gothique
À quelques pas des chapelles castrales, les fondations d'une tour gothique apparaissent. Cet édifice de l'ancien château des comtes de Hainaut, encore dit « ancien arsenal », fait l’objet d’une inscription au titre des monuments historiques depuis le 10 avril 1948.

### Tour et enceinte gothiques
La courtine, le châtelet d'entrée et les tours en élévation sont postérieures au XIIe siècle. Le développement puis la floraison de l'architecture philippienne s'affranchit du donjon et utilise les tours de plan circulaire qui ne présentent aucun angle mort, contrairement aux tours et donjons antérieurs de plan quadrangulaire. Voici encore une surprise réservée par les sondages archéologiques : il est désormais tout à fait plausible d'affirmer que le site castral de Condé-sur-l'Escaut constitue un archétype de l'évolution du château-fort en Hainaut et vraisemblablement au-delà.
Le site présente, à travers ses états romans et gothiques, l'évolution de l'architecture castrale à travers les siècles (dernière modification au XVIIe siècle) : pour preuves, deux états de courtine et les fondations d'une tour gothique mises au jour.

### Tour gothique
À l'angle sud-ouest, les substructions d'une tour postérieure au XIIe siècle réapparaissent et confirment l'évolution rapide du site castral. La tour d'angle rythme ici la courtine de ce que l'on appellera la basse-cour. La superficie de cette dernière semble démesurée, prouvant l'intense activité qui devait y régner : four, écuries, habitations diverses, granges et autres bâtiments fonctionnels y prenaient vraisemblablement place, tous adossés au côté intérieur des courtines. Ces bâtiments devaient être construits en bois, ce qui expliquerait qu'on n'en trouve guère trace, hormis sur des croquis médiévaux.
La tour découverte présente un détail intéressant : elle repose sur une base plus large dont le rétrécissement est obtenu par l'insertion d'un parpaing tranché sur la coupe. Cette forme en sabot se retrouve sur d'autres tours construites à la même époque, notamment sur la tour de Villers, à Bruxelles, ouverte à la gorge. Le rattachement à la courtine, en retrait, fonctionne sur le même schéma. Cependant, à Condé, la courtine se prolonge contre le flanc intérieur de la tour et rejoint le sol par un escalier permettant l'accès au chemin de ronde et à l'intérieur de la tour.
Enfin, l'appareil de la courtine est différent et permet de croire à une construction d'époque vraisemblablement antérieure.
De nos jours, seuls des éléments, remaniés et postérieurs au XIIe siècle, demeurent.

### État actuel
Aujourd'hui[Quand ?], le château des d'Avesnes a bien changé. Autour du châtelet d'entrée, cinq tours philippiennes demeurent : la tour du Dragon ; la tour Mahaut (du nom de l'épouse de Nicolas d'Avesnes, Mahaut de Namur) ; la tour Nicolas, plus grosse que les autres, posée sur le point de confluence de la Haine et l'Escaut ; une tour posée sur la courtine, entre la tour Nicolas et l'arche permettant à l'eau de l'Escaut, par un petit canal, de pénétrer dans l'enceinte jusqu'au pied du donjon. Nous l'appellerons « tour de l'Escaut » ; la dernière tour en élévation, en triste état, se trouve près du moulin de Croÿ. Nous l'appellerons « tour du Moulin ».
Depuis quelques années[Quand ?], le châtelet accueille des logements à usage d'habitation. Cette surprenante destination ne manque pas de charme, rendre aux vieilles pierres une fonction sociale, et permet de croire à une renaissance économique des lieux. Enfin, entre le châtelet d'entrée et la tour du Moulin se trouve précisément le moulin dit de Croÿ. Ce moulin à eau, vraisemblablement construit ou reconstruit entre 1484 et 1514 par Jean d'Oettingen, ne présentait pas à l'origine de tour « pigeonnier ». En 1775, le moulin est remanié et se voit adjoindre une tour. Après la Révolution, cette dernière sert de pigeonnier jusqu'à la Première Guerre mondiale.

## Projets actuels
De nouvelle fouilles sont en cours d'exécution[Quand ?] sous la gouverne de Lionel Droin pour mettre à découvert les fondations des deux chapelles pour ensuite expliquer la manière dont elles ont été construites. Les fouilles devraient durer minimum trois ans. Une première période de quinze jours a été effectuée durant les vacances d'avril 2008. Depuis, chaque mois d'août, 30 à 40 jeunes bénévoles, stagiaires ou passionnés viennent apprendre les métiers de l'archéologie dans ce qui est devenu un chantier-école. La So. Dev Château Arsenal (SOciété pour le DÉVeloppement du château de l’Arsenal) a été fondée dans le but de décider de l'avenir du site ainsi que de sa conservation.
Le chantier de l'Arsenal aurait réuni la plus grande équipe archéologique de France d'une seule équipe (près de 40 participants au mois d'août 2013). En parallèle aux activités proposées, des visites gratuites sont organisées ainsi qu'un atelier d'initiation à l'archéologie pour les enfants.

### Évolution architecturale
Le passage d'un point de vue architectural du roman au gothique est, à Condé-sur-l'Escaut, désormais explicable. Au XIIe siècle, un château typiquement roman voit le jour. La chronique de Gislebert de Mons, chancelier du comte de Hainaut, Baudouin V « le Courageux », le confirme. Le donjon, bâtiment principal du site castral, constitue l'ultime refuge de la défense. Son architecture se consacre entièrement à la protection. Le rez-de-chaussée est constitué d'un étroit et unique passage parementé en pierre. Les murs, au niveau du premier étage, présente une largeur d'environ deux mètres. Le passage, du donjon à l'intérieur du périmètre constitué par la chemise, se fait par un étroit couloir d'un mètre de largeur, situé à l'arrière du bâtiment (sud). Il est aisé d'imaginer, comme à la tour du Burbant, à Ath (Belgique), un bâtiment s'étageant au moins sur deux ou trois niveaux et comportant l'« aula », la grande salle du conseil, et, au dernier degré, la camera, appartement privé des locataires du site.
L'organisation architecturale du donjon et de sa chemise étaye davantage encore la priorité défensive du donjon. La chemise n'a pas pour vocation de le protéger. Elle fonctionne avec lui et en complément de son action, pour servir d'ultime refuge aux défenseurs du confluent formé à cet endroit par l'Escaut et son affluent, la Haine. Une simple observation permet en outre de constater que la chemise est acculée contre l'angle formé par le confluent. La fortification condéenne s'organise en trois temps : un solide bâtiment principal renforcé par une chemise à renfort aux ruptures d'angle, le tout appuyé par la défense naturelle constituée par l'Escaut et la Haine. La fortification naturelle complète avantageusement la fortification humaine.
On pénètre à l'intérieur du périmètre castral (diamètre d'environ 30 à 40 mètres) par le donjon. La largeur du pas de la porte du donjon roman (1,85 m) le démontre, ainsi que les traces d'usure sur les pierres de seuil. La « salle voûtée » décelée sous le donjon n'est vraisemblablement, à l'origine, qu'une sorte d'entrée principale complétée par une salle des gardes où, après avoir franchi un pont de bois, le visiteur vient se présenter.

### Nouvelles interrogations
À ce titre, mais il faudra ici une confirmation scientifique, il est permis de penser que le petit canal intérieur (visible sur toutes les vues médiévales connues et sur l'essai de reconstitution au XVIIe siècle), se prolongeait au XIIe siècle jusqu'à la Haine. Le sens de l'écoulement des eaux de l'Escaut et de son affluent tend de toute évidence à confirmer cette hypothèse. Alors, le château roman aurait bénéficié du redoublement d'une ceinture d'eau. Notons ici que c'est d'ailleurs l'aménagement qu'ont choisi les ingénieurs de Jean d'Oetingen (seigneur de Condé-Bailleul), à la fin du XVe siècle, pour entourer le château gothique d'une ceinture d'eau : le seuwoir (canal) créé prenant le nom de Haynette (petite Haine). La théorie n'est donc pas dénuée d'intérêt et son exploration permettrait de comprendre encore mieux le fonctionnement du château roman. Une fouille archéologique approfondie devrait infirmer ou confirmer l'assertion. Au XIIIe siècle, l'évolution du château roman en château gothique, de type philippien, commence.
Dès le XIIIe siècle, sous l'impulsion de Philippe II Auguste, époux d'Isabelle de Hainaut, un nouveau type de château voit le jour en France et en Europe. Un plan géométrique, flanqué de tours rondes, muni d'un châtelet d'entrée, enveloppe le site castral primitif. Des archères percées dans les tours permettent de battre le pied exposé des courtines. Des hourds sont disposés au sommet des tours tandis que les bâtiments fonctionnels s'adossent aux courtines intérieures. L'archétype philippien est un quadrilatère rythmé de tours circulaires aux angles des courtines, le plus souvent rectilignes. Au centre vient prendre place la tour principale, le donjon. Parfois, la tour plus puissante prend place à un des angles.

### Datation du passage du roman au gothique
Voici exactement la configuration que prend le château fort de Condé en Hainaut. La date exacte de son adoption du style philippien est difficilement évaluable, d'autant que l'évolution architecturale s'étale de toute évidence sur plusieurs décennies, sinon davantage. Cependant, il est permis de penser que l'achèvement de la refonte du château peut dater de la fin du XVe - début du XVIe siècle, quand Jean d'Oetingen, seigneur de Bailleul (l'autre seigneurie condéenne) réorganise, à l'instigation du comte régent de Hainaut, Aubert de Bavière, la Batellerie et le saut de la Haine dans l'Escaut. Condé et sa corporation de bateliers causaient en effet bien des difficultés à la liberté du trafic fluvial entre Mons et Gand. Le contrôle de ce point névralgique qui nécessitait le querquage-déquerquage (débarquement-rembarquement, de querque, signifiant « barque », en rouchi) des marchandises fut réorganisé au pied du château, entre la tour du Dragon et la tour Nicolas.
En toutes hypothèses, lorsque paraît la vue de Condé conservée par les archives de l'État à Mons (au XVIe siècle), la métamorphose commencée au XIIIe siècle est achevée. L'ancien donjon roman est maintenant isolé au milieu de la vaste enceinte gothique. Sa chemise a disparu. Le canal intérieur, sans autre intérêt qu'esthétique, a été remanié et relie le donjon à l'Escaut, franchissant la courtine sous un arc de décharge. Le modèle philippien s'empare du site. Le plan du château adopte la forme générale d'un rectangle (environ 125 sur 90 m). Face à l'entrée principale de la tour César, une porte-châtelet est édifiée. Cinq tours d'angle de plan circulaire et trois tours semi-circulaires sont en place, séparées d'une courtine de 40 mètres de longueur en moyenne. La tour Nicolas, stratégiquement placée dans l'angle du confluent, est plus forte que les autres. C'est désormais elle qui doit assumer le rôle d'ultime réduit, renvoyant l'ancien donjon à la fonction plus modeste de résidence. La métamorphose est achevée.